# Chichi Peralta

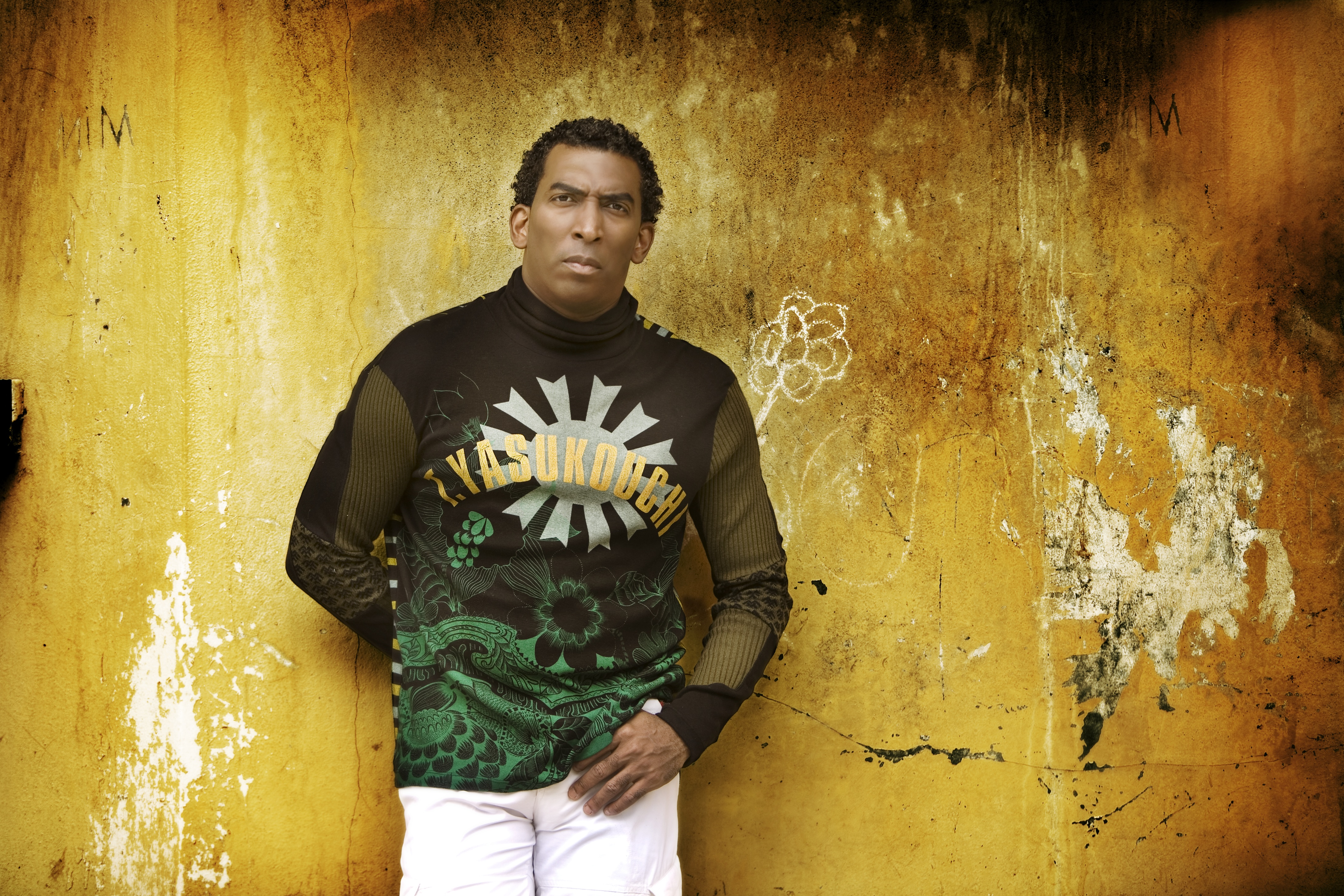
Chichi Peralta (2010)

Chichí Peralta (Pedro René Peralta; * 9. Juni 1966 in Santo Domingo) ist ein dominikanischer Merenguemusiker, Perkussionist und Komponist.

## Leben und Wirken
Peralta war schon in frühester Kindheit an Musik interessiert und spielte vierjährig auf einer selbstgebauten Tambora. In den 1980er Jahren war er Perkussionist in verschiedenen Gruppen, darunter Juan Luis Guerras 4-40.
Sein erstes Soloalbum, Pa’ Otro La’o, erschien 1997. Auf seinem zweiten Album (De Vuelta al Barrio, 2000) verband er unterschiedliche Stilrichtungen wie Son und Jazz, Merengue und Guaguancó, Pop und afrikanische Rhythmen. Es wurde mit dem London Symphony Orchestra in den Abbey Road Studios und in Paris mit den Chören von Luz Africa Light (mit Henri Dikongue) und den Solosängern Cesar Olarte und Rene Geraldino aufgenommen und 2001 mit dem Latin Grammy als bestes Merenguealbum ausgezeichnet. Die dominikanische Regierung ernannte ihn 2007 zum Goodwill Ambassador.

## Diskografie
Alben
- 1995: Tropico adentro
- 1997: Pa’ Otro La’o
- 2000: De Vuelta al Barrio
- 2001: Chichí Pralto en vivo
- 2005: Más Que Suficiente
- 2009: De Aquel La’o del Río
- 2012: De Que Viene, Viene

Singles (Auswahl)
- Procura (1999, ES: Gold)[1]